# Cingalotettix pterugodes
Cingalotettix pterugodes is een rechtvleugelig insect uit de familie doornsprinkhanen (Tetrigidae). De wetenschappelijke naam van deze soort is voor het eerst geldig gepubliceerd in 1988 door Blackith.